# Harry Rowe Shelley
Harry Rowe Shelley (New Haven, 8 de juny de 1858 – Short Beach, Connecticut, 12 de setembre de 1947) fou un organista i compositor estatunidenc.
Estudià música a Yale sota la direcció del professor Stolckel, a Brooklyn amb Dvořák i més tard a París i Londres. Fou organista de l'església central de New Haven; organista de Brooklyn fins al 1899; organista d'una de les esglésies baptistes de Nova York, el 1899, i membre de l'Institut Nacional d'Arts i Lletres.
Va compondre; Romeo and Juliet, drama líric; Santa Claus, intermezzo líric, i una Simfonia en fa major, etc.